# 新宿区民レクリエーションのつどい
新宿区民レクリエーションの集い（しんじゅくくみんレクリエーションのつどい）とは、新宿区主催の区民交流行事である。毎年11月3日の文化の日に行われてきた（例外あり）が、2005年の第35回をもって終了した。（後述）

## 概要
新宿区には10の区役所特別出張所があるが、その管轄地区ごとの10チームが地域間交流を図る目的で行われたスポーツ大会である。地区対抗リレーなどをはじめとした競技を行い、優勝した地区は新宿区長からトロフィーが授与される。幼児から高齢者まで楽しめるように、パン食い競走、輪投げなども行われていた。
昼休み時には、戸山高校の学生が催物を行ったり、姉妹都市である高遠町（現在合併により伊那市となっている）の名産物が販売されるなど、区民以外の参加者が大会を盛り上げていた。

## 終了した理由
2005年の第35回大会をもって開催されなくなった。大きな理由としては少子高齢化による参加者の減少と、地域行事への関心があまり高くない層（上京・転勤などによる流入）の増加が挙げられる。ある地区では子供が足りなくなったために他の地区から人手を借りて競技に参加させるという、この大会の基礎を崩すような場面も見受けられた。また、これ以外の理由には、各地区から会場である西戸山公園野球場への移動が思いのほか不便なために、都営バスを貸切にして移動させていたり、昼食時の膨大な量のおにぎりとジュースの配布、子供達への参加賞などをはじめとする多くの雑費がかかり、区民参加行事でありながら予算に見合った参加者を見込めなくなったことも原因ではないかといわれている。